# Vibaño
Vibaño (Vibañu en asturiano y oficialmente) es una parroquia asturiana del concejo de Llanes, en el norte de España y un lugar de dicha parroquia. Tiene una población de 345 habitantes según el INE de 2021, repartidos en una superficie de 9,91 km². Limita al norte con las parroquias de Los Carriles, Rales y Posada; con la de Caldueño al sur, nuevamente con la de Posada al Este y con las de La Malatería y Los Caleyos al oeste.
Tras la Guerra Civil, el pueblo fue conocido como la pequeña Rusia por el gran número de militantes comunistas integrados en la lucha antifranquista.

## Localización y población
Localizada en el valle del rio las Cabras o Bedon , las entidades de población de la parroquia se sitúan entre los 60 metros sobre el nivel el mar en Torrevega hasta los 200 en Rusecu. Es atravesada por la carretera regional AS-115 y el lugar de Vibaño está situado a 17 km de la capital del concejo, Llanes. La parroquia tenía una población según el INE de 428 habitantes en el año 2000, que han pasado a ser 353 en el 2016 y 345 en 2021.

## Entidades de población
Comprende 5 entidades de población que según el censo de 2016 tenían los siguientes habitantes:
- El Allende/La Llende (barrio), a 160 m s. n. m., 39 habitantes en 18 viviendas
- Torrevega (lugar), a 60 m s. n. m., 21 habitantes en 11 viviendas
- Puentenuevo (casería), a 80 m s. n. m., 8 habitantes en 4 viviendas
- Vibaño/Vibañu (lugar), a 90 m s. n. m., 197 habitantes en 175 viviendas
- Rioseco/Rusecu (lugar), a 200 m s. n. m., 88 habitantes en 37 viviendas

## Lugares de interés
Los edificios más singulares de la parroquia son:
- La torre de Torrevega, bajomedieval y propiedad del conde de la Vega del Sella
- La capilla de San Cosme y San Damián en El Allende.
- Puente de piedra sobre el río Bedón, del siglo XIX, cerca de El Allende
- La iglesia de San Pedro, en Vibaño
- El barrio de Maraperi, en las afueras de vibaño

## Fiestas
- Rusecu - 13 de junio, San Antonio
- Vibaño - Segundo o tercer fin de semana de octubre, Nuestra Señora del Rosario.